# Idősziget
Az Idősziget Kovács Ákos 20. stúdióalbuma, mely 2019. október 2-án jelent meg CD lemezen és december elején  dupla vinyl lemezen is kapható lesz, mely 400 db-os limitált kiadásban kerül forgalomba. Az album platinalemez lett, és a MAHASZ listán az 1. helyig jutott.

## Az albumról
Az album felvételein Ákos a már megszokott zenésztársaival közreműködik, úgy mint Madarász Gábor gitáros, Lepés Gábor billentyűs, Bánfalvi Sándor dobos, és Kálló Péter basszusgitáros. Két dalban Ákos lánya, Anna is közreműködik, sőt az "Elhiszem" című dal zenéjét is ő írta.
A CD bookletben található fényképek egy része Ákos két éve elhunyt édesapjának lakásán készültek, melyet Emmer László fényképezett. Az albumhoz tartozó 32 oldalas CD booklet fekete-fehér képeinek hangulata, és körülményei, valamint a "Felemel" című dal is édesapám emlékére íródott - mondta Ákos egy sajtótájékoztatón.
Az Idősziget című albumra a 2018-ban megjelent EP dalainak újrakevert és  újra maszterelt változatai is felkerültek, úgy mint a "Hazatalál", "Nem kell más vigasz", "Ellenség a kapuknál" és a "Holnaptól" című dal, melyet Ákos saját stúdiójában a Xolarban rögzítettek.

## Vinyl kiadás
A stúdióalbum vinyl kiadása a 2. Ákos album, mely 25. év után jelent meg ebben a formátumban az első szólóalbum, a Karcolatok óta, dupla bakelit formátumban, mely az Egyesült Királyságban készült 400 db-os limitált kiadásban, mely várhatóan 2019 decemberében kerül forgalomba.

## Számlista
CD  Magyarország FalconMedia – 599863831942
1. Szigetidő/Nyitány	2:41
2. Idősziget	3:50
3. Hazatalál	4:18
4. Égni És Szeretni	4:16
5. Elhiszem	3:23
6. Ellenség A Kapuknál	4:03
7. Felemel	4:42
8. Felülemelkedett	3:50
9. Hibátlan Hibás	4:12
10. Nem Kell Más Vigasz	3:44
11. Néma Fohász	3:55
12. Csend leszek	4:33
13. Holnaptól	3:27
14. Írisz	3:33

## Koncert
Az "Idősziget" című album lemezbemutató koncertje két alkalommal kerül megrendezésre a nagy érdeklődésre tekintettel, 2019. december 13-án, és 14-én a Papp László Arénában.

## Külső hivatkozások
- Beszélgetés Ákossal a stúdióban az Idősziget című album kapcsán[7]
- A "Felemel" című klip a YouTubeon [8]
- A "Nem kell más vigasz" című klip a YouTubeon [9]